# فومی دان
فومی دان (انگلیسی: Fumi Dan؛ زادهٔ ۵ ژوئن ۱۹۵۴) بازیگر، و صداپیشه اهل ژاپن است.
از فیلم‌ها یا برنامه‌های تلویزیونی که وی در آن نقش داشته‌است می‌توان به بعد از باران، خانه در آتش، تورا-سان، دایی من، و عشق پاک تورا-سان اشاره کرد.